# África del Sudoeste alemana
África del Sudoeste alemana (en alemán: Deutsch-Südwestafrika, abreviado DSWA) fue una colonia alemana desde 1884 hasta 1915, en 1919 el Tratado de Versalles otorgó el control sobre ella a la Unión Sudafricana. Su administración temporal fue recibida por Sudáfrica en la forma de un mandato de la Sociedad de Naciones. Sudáfrica gobernó la región como una provincia de facto llamándola África del Sudoeste, hasta que finalmente se independizó en 1990 como Namibia. Con un área de 835 100 km², era aproximadamente una vez y media el tamaño de la metrópoli de entonces.

## Historia

### Primeros asentamientos
El contacto inicial europeo con las áreas que se convertirían en el África del Sudoeste alemana provino de comerciantes y marineros, a partir de enero de 1486 cuando el explorador portugués Diogo Cão, posiblemente acompañado por Martin Behaim, desembarcó en cabo Cross. Sin embargo, durante varios siglos, el asentamiento europeo seguiría siendo limitado y temporal. En febrero de 1805, la Sociedad Misionera de Londres estableció una pequeña misión en Blydeverwacht, pero los esfuerzos de este grupo tuvieron poco éxito. En 1840, la sociedad londinense transfirió todas sus actividades a la Sociedad Misionera del Rin. Algunos de los primeros representantes de esta organización fueron Franz Heinrich Kleinschmidt (quien llegó en octubre de 1842) y Carl Hugo Hahn (que llegó en diciembre de 1842). Comenzaron a fundar iglesias en todo el territorio. Los misioneros renanos tuvieron un impacto significativo inicialmente en la cultura y la vestimenta, y luego en la política. Durante el mismo tiempo en que los misioneros renanos estaban activos, los comerciantes y los agricultores estaban estableciendo puestos de avanzada.

### Colonización alemana
El 16 de noviembre de 1882 un comerciante alemán Adolf Lüderitz, de la ciudad de Bremen, solicitó la protección (por parte del canciller Bismarck) de una estación que planeaba construir en el suroeste de África. Una vez que se le concedió esto, su empleado Heinrich Vogelsang compró tierras a un jefe nativo y estableció una ciudad en Angra Pequeña, que pasó a llamarse Lüderitz. El 24 de abril de 1884, colocó el área bajo la protección del Imperio alemán para desalentar la ocupación británica. A principios de 1884, el cañonero SMS Nautilus de la Marina de Guerra Imperial alemana arribó para revisar la situación. Un informe favorable del gobierno y la conformidad de los británicos dieron como resultado una visita de las corbetas Leipzig y Elisabeth. La bandera alemana fue finalmente izada el 7 de agosto de 1884. Las reclamaciones alemanas en esta tierra fueron confirmadas durante la Conferencia de Berlín. En octubre, el recién nombrado Comisionado para África Occidental, Gustav Nachtigal, llegó en el SMS Möwe.

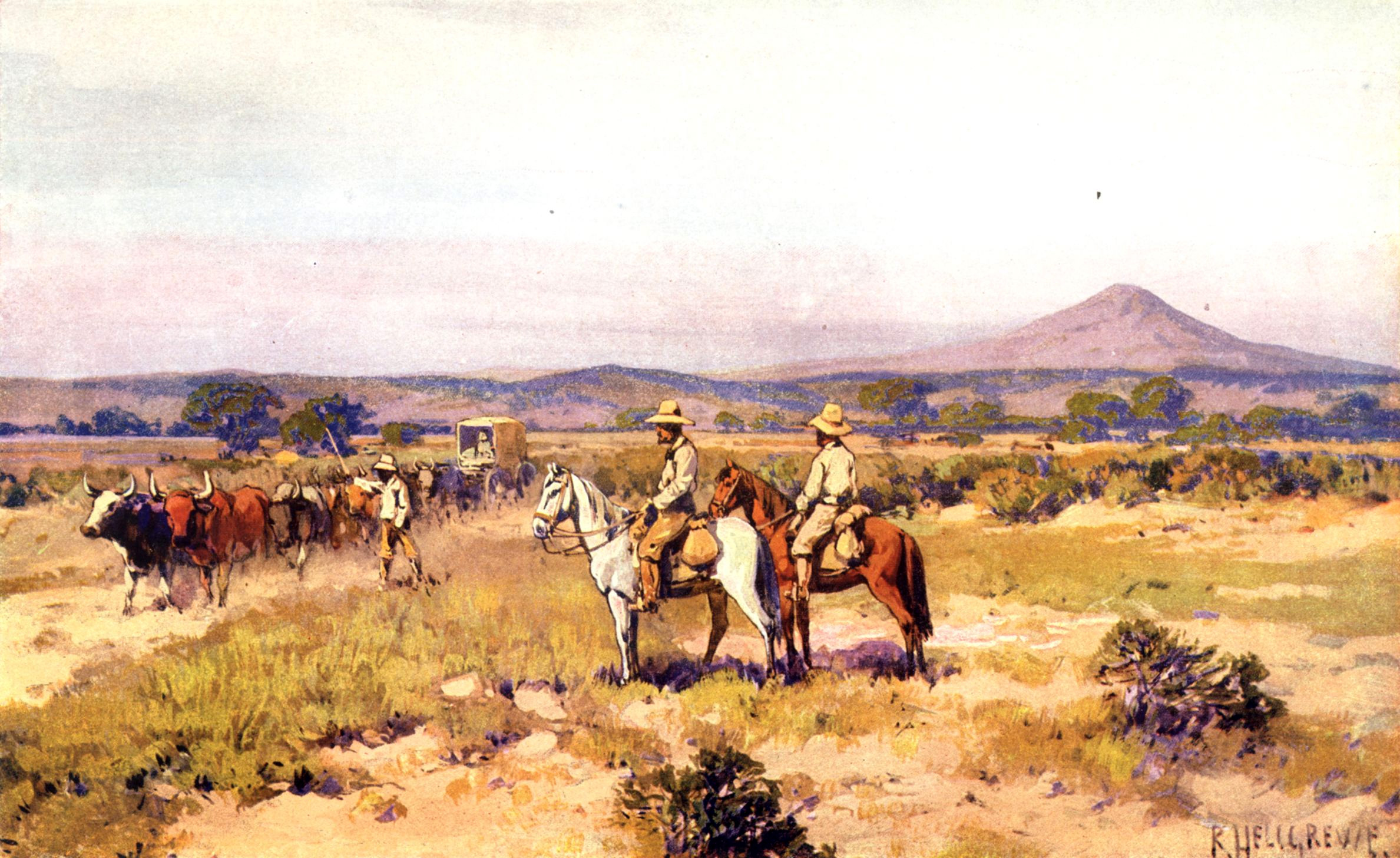
África del Sudoeste alemana.

En abril de 1885 se fundó la Deutsche Kolonialgesellschaft für Südwest-Afrika («Sociedad Colonial Alemana para el África del Sudoeste»), conocida como DKGSWA, con el apoyo de banqueros alemanes (Gerson von Bleichröder, Adolph von Hansemann), industrialistas (Guido Henckel von Donnersmarck) y políticos (el alcalde de Fráncfort Johannes von Miquel). La DKGSWA recibió derechos de monopolio para explotar depósitos minerales. La nueva sociedad pronto compró los activos de las desfallecientes empresas de Lüderitz, quien se ahogó en 1886 durante una expedición al río Orange. Más tarde, en 1908, se descubrieron los diamantes. Así, junto con el oro, el cobre, el platino y otros minerales, los diamantes se convirtieron en una inversión importante.
La compañía compró todos los derechos mineros y de tierras de Lüderitz, siguiendo la política de Bismarck de que se debía usar dinero privado en lugar del público para desarrollar las colonias. En mayo, Heinrich Ernst Göring fue nombrado comisionado y estableció su administración en Otjimbingwe. Luego, el 17 de abril de 1886, se aprobó una ley que creó el sistema legal de la colonia, creando un sistema dual con leyes para los europeos y leyes diferentes para los nativos.

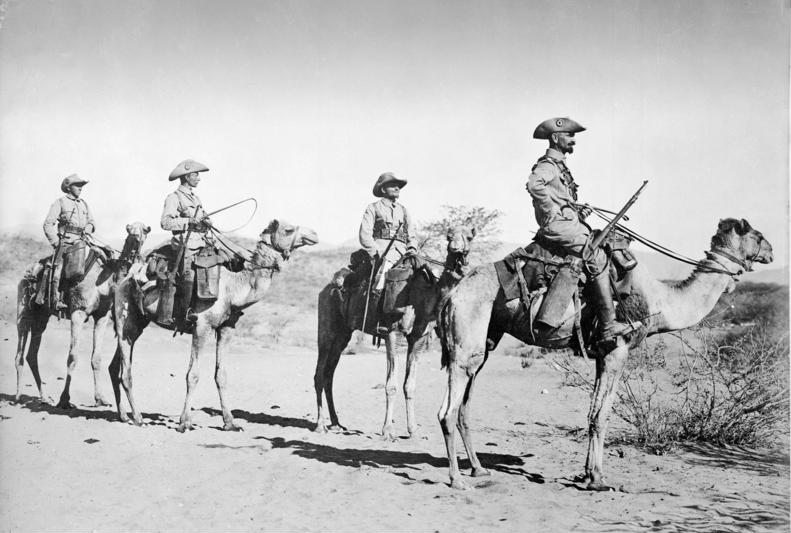
Cuatro soldados alemanes en una patrulla de camellos, Schutztruppe, en 1906.

En los años siguientes, las relaciones entre los colonos alemanes y los pueblos indígenas continuaron empeorando. Además, el asentamiento británico en Walvis Bay, un enclave costero en el suroeste de África, continuó desarrollándose, y muchos pequeños agricultores y misioneros se mudaron a la región. Una compleja red de tratados, acuerdos y vendettas aumentaron los disturbios. En 1888 llegó el primer grupo de la Kaiserliche Schutztruppe («Tropa de Seguridad Imperial») bajo el mando del capitán Curt von François, enviado a proteger la base militar en Otjimbingwe, consistiendo al comienzo en dos oficiales, cinco oficiales no encargados y 20 soldados negros.
En 1890, la colonia fue declarada colonia de la Corona alemana y se enviaron más tropas. En julio del mismo año, como parte del Tratado Heligoland-Zanzíbar entre el Reino Unido y Alemania, la colonia creció de tamaño a través de la adquisición de la Franja de Caprivi en el noreste, prometiendo nuevas rutas comerciales hacia el interior.
Casi simultáneamente, entre agosto y septiembre de 1892, la Compañía del África del Sudoeste (SWAC, por sus siglas en inglés) por los gobiernos de Alemania, Gran Bretaña y la Colonia del Cabo, y contó con la ayuda de financieros para aumentar el capital necesario para aumentar la explotación mineral (específicamente, el cobre de la concesión de Damaraland).
El África del Sudoeste fue la única colonia donde los alemanes se instalaron en gran número. Los pobladores alemanes fueron atraídos a la colonia por las posibilidades económicas en las minas de diamante y de cobre y, sobre todo, la agricultura. En 1902 la colonia tenía 200 000 habitantes, aunque solo 2595 eran alemanes, 1354 eran afrikáner y 452 eran británicos. Hacia 1914, habían llegado más de 9000 pobladores alemanes. Había probablemente alrededor de 80 000 herero, 60 000 ovambo, y 10 000 nama, quienes fueron despectivamente denominados hotentotes.

### La rebelión contra el dominio alemán

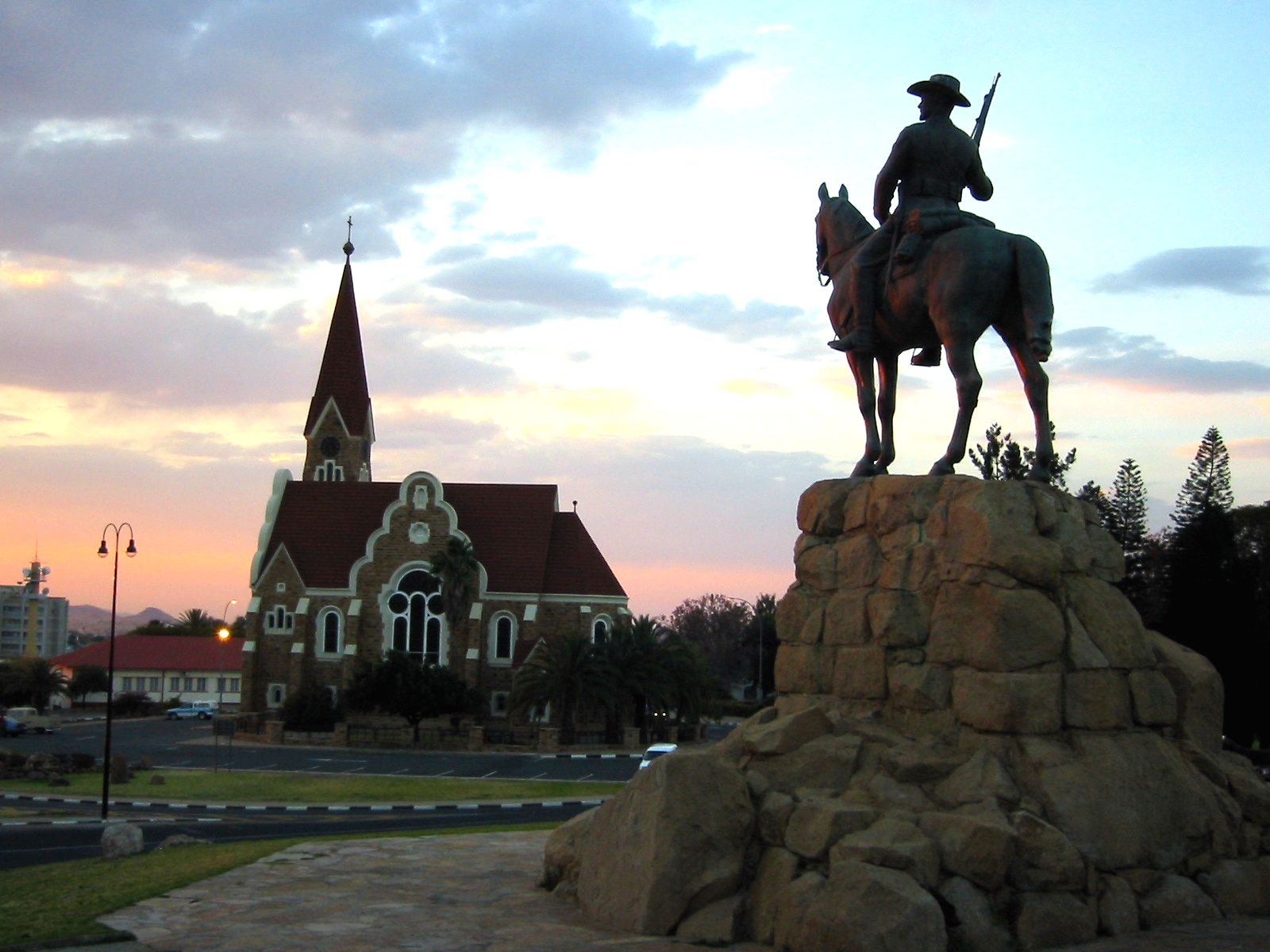
La Christuskirche (del alemán: «iglesia de Cristo») y el Südwest Reiter (del mismo idioma: «jinete del sudoeste») en Windhoek.

Entre 1893 y 1894 se produjo la primera «sublevación hotentote» de los nama y su líder legendario Hendrik Witbooi. En los años siguientes se vieron muchos más levantamientos locales contra el gobierno alemán. Antes del genocidio herero y namaqua de 1904–1907, los herero y nama tenían buenas razones para desconfiar de los alemanes, que culminaron en la rebelión de khaua-mbandjeru. Esta rebelión, en la que los alemanes intentaron controlar a los khaua apoderándose de sus propiedades imponiendo artificialmente los puntos de vista legales europeos sobre la propiedad, llevó a la mayor de las rebeliones, conocida como la guerra de los herero (o genocidio herero) de 1904.
Las granjas remotas fueron atacadas, y aproximadamente 150 colonos alemanes fueron asesinados. El Schutztruppe de solo 766 soldados y fuerzas auxiliares nativas no era, al principio, una fuerza capaz de hacerle frente a los herero quienes fueron a la ofensiva a veces rodeando a Okahandja y Windhoek y destruyendo el puente del ferrocarril a Osona. 14 000 tropas adicionales, enviadas apresuradamente desde Alemania bajo el mando del teniente general Lothar von Trotha, aplastaron la rebelión en la batalla de Waterberg.
Anteriormente, von Trotha emitió un ultimátum al pueblo herero, negándoles el derecho de ser súbditos alemanes y ordenándoles que abandonaran el país o que fueran asesinados. Parte del ultimátum decía lo siguiente:

La nación herero tiene que abandonar el país, y si no lo hace, la obligaré por la fuerza. Todo herero que se encuentre dentro de territorio alemán, armado o desarmado, con o sin ganado será fusilado. No se permitirá que permanezcan en el territorio mujeres o niños, y se les expulsará para que se unan a su pueblo o serán pasados por las armas. Estas son las últimas palabras que dirigiré a la nación herero, como ilustre general del poderoso Emperador de Alemania.

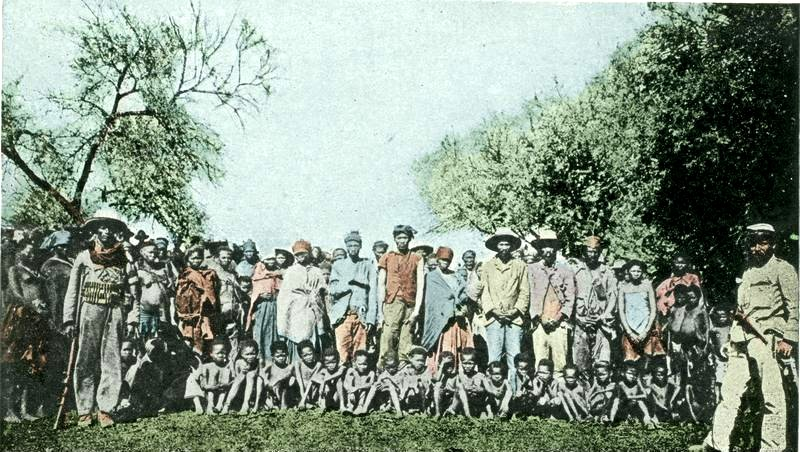
Prisioneros de guerra nama alrededor de 1900.

Para escapar, los herero se retiraron a la yerma región de Omaheke, un brazo occidental del desierto de Kalahari, donde muchos de ellos murieron de sed. Las fuerzas alemanas custodiaron todas las fuentes de agua y recibieron órdenes de disparar a cualquier herero que fuera visto. Sólo unos pocos hereros lograron escapar a los territorios británicos vecinos.

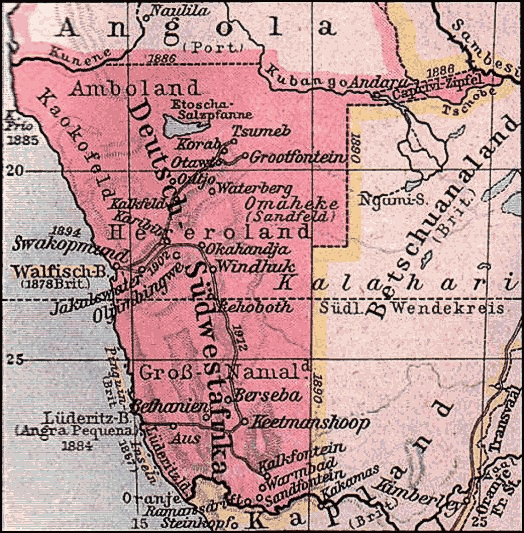
África del Sudoeste alemana en 1904.

A finales de 1904, los nama entraron en las luchas contra el poder colonial bajo sus líderes Hendrik Witbooi y Jakobus Morenga, este último a menudo apodado el «Napoleón negro». Este levantamiento fue finalmente sofocado durante 1907-1908. En total, entre 25 000 y 100 000 hereros, más de 10 000 nama y 1 749 alemanes murieron en el conflicto.
Después del final oficial del conflicto, los nativos restantes, cuando finalmente fueron liberados de la detención, fueron sometidos a una política de despojo, deportación, trabajo forzado, y segregación y discriminación racial en un sistema que, de muchas maneras, anticipaba el apartheid. El genocidio sigue siendo relevante para la identidad étnica en la independiente Namibia y para las relaciones con Alemania.
Los alemanes mantuvieron varios campos de concentración en la colonia durante su guerra contra los pueblos herero y nama. Además de estos campamentos, los indígenas fueron internados en otros lugares. Estos incluían negocios privados y proyectos gubernamentales, buques costa afuera, Etappenkommando a cargo de los suministros de presos a empresas, personas privadas, etc., así como cualquier otro material. Los campos de concentración tenían un saneamiento deficiente y una densidad de población que implicaba enfermedades. Los prisioneros fueron utilizados como trabajadores esclavos en minas y ferrocarriles, para uso de los militares o de los colonos.
El genocidio herero y namaqua ha sido reconocido por las Naciones Unidas y por la República Federal de Alemania. En el centenario del genocidio, la ministra alemana de desarrollo económico y cooperación, Heidemarie Wieczorek-Zeul, conmemoró a los muertos en el lugar y se disculpó por el genocidio en nombre de Alemania.

### A partir de la Primera Guerra Mundial

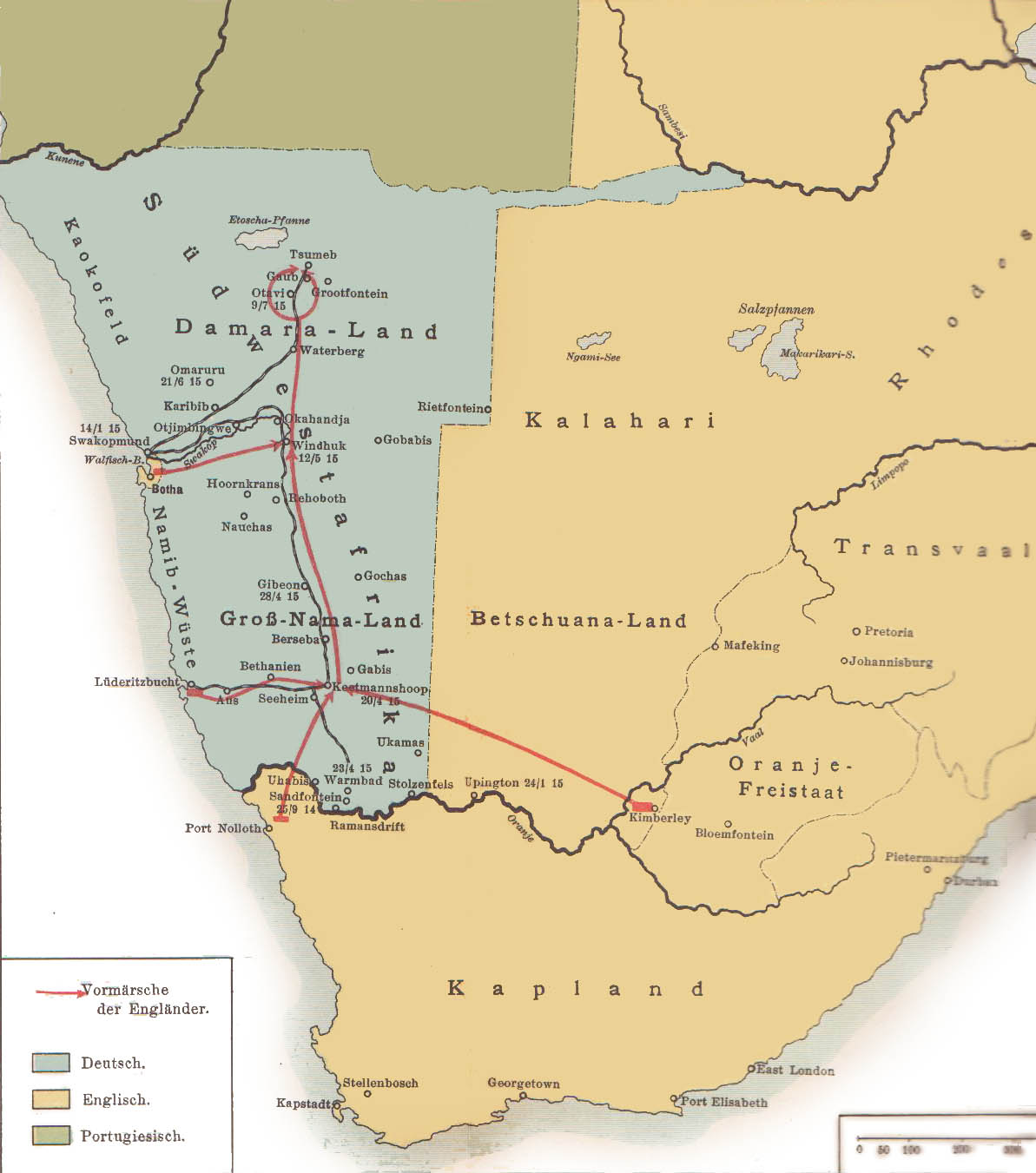
La campaña de África del Sudoeste de 1915.

Durante la Primera Guerra Mundial las tropas sudafricanas iniciaron hostilidades con un asalto en la comisaría Ramansdrift el 13 de septiembre de 1914. Los pobladores alemanes fueron transportados a campos de concentración cerca de Pretoria y más tarde en Pietermaritzburg. A causa de la superioridad aplastante de las tropas sudafricanas, la Schutztruppe alemana junto con grupos de voluntarios afrikáner combatientes en la Rebelión Maritz del lado alemán, ofrecieron resistencia solo como una táctica de dilación. El 9 de julio de 1915, Victor Franke, último comandante de la Schutztruppe, capituló cerca de Khorab.
Dos miembros de la Schutztruppe, los profesores de geografía Fritz Jaeger y Leo Waibel, son recordados por sus exploraciones de la parte norte del África sudoeste alemana, que se convirtió en el libro "Contribuciones a la Geografía del África Sudoccidental" (Beiträge zur Landeskunde von Südwestafrika).
Después de la guerra, el área quedó bajo el control británico, creándose luego un mandato de la Sociedad de Naciones a cargo de Sudáfrica. En 1990, la antigua colonia se hizo independiente con el nombre de Namibia, gobernada por el antiguo movimiento de liberación SWAPO. Una multitud de nombres, edificios y negocios alemanes todavía existen en el país, y aproximadamente 20 000 descendientes de los colonos alemanes todavía viven allí.

## Filatelia

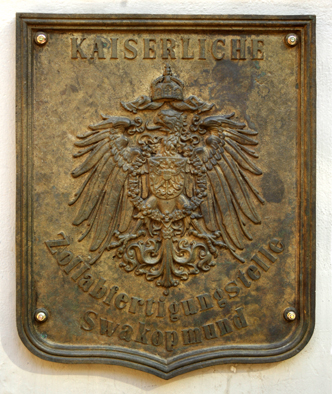
Escudo imperial alemán en la aduana en Swakopmund.

La historia filatélica en la colonia comenzó el 7 de julio de 1888 en Otjimbingwe, cuando un servicio postal regular empezó a usar sellos y matasellos alemanes que decían «OTYIMBINGUE». El servicio continuó de este modo por unos años, y con el tiempo se expandió a oficinas de correos adicionales.
La primera edición para la colonia consistía en sellos de sobrecarga aplicados a sellos alemanes en mayo de 1897, en los que se podía leer «Deutsch– / Südwest-Afrika» en un ángulo. El 15 de noviembre de 1898, el sello de sobrecarga fue cambiado a «Deutsch– / Südwestafrika», omitiendo el guion.
En 1900, la antológica Edición del Yate incluía sellos para África del Sudoeste, impresos en papel con filigranas después de 1906. El último de ellos tenía un valor de 3 marcos, impreso en 1919, pero nunca fue puesto a la venta en la colonia.
Los de algunos valores, como los de 3 y 5 peniques de la Edición del yate, son fácilmente obtenibles hoy, con precios de alrededor de un dólar. Los otros están valorados en varios cientos de dólares. Los altos precios de los sellos de la Edición del yate hechos con filigranas hicieron que no fueran muy usados antes de que la colonia fuera capturada, y los sellos genuinos usados son diez veces más valiosos; pero muchos de los sellos usados son conocidos por tener grabadas cancelaciones.

## Símbolos planeados
En 1914 se hicieron una serie de borradores para la proposición de banderas y escudos de armas para las colonias alemanas. Sin embargo, la Primera Guerra Mundial se desató antes de que los diseños se terminaran y se implementaran. Tras la derrota en la guerra, Alemania perdió todas sus colonias y por lo tanto, los símbolos nunca se utilizaron. 